# A kaukázusi krétakör

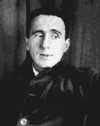
Bertold Brecht

A kaukázusi krétakör Bertolt Brecht egyetlen drámája, amely optimizmust sugall. Garai Gábor fordította magyar nyelvre. 1961-ben a Madách Színház mutatta be Psota Irénnel a főszerepben.

## A mű keletkezése
Brecht drámáját 1945-ben írta, nem sokkal a második világháború vége előtt. Az anyaságért vetélkedő két asszony bibliai történetét dolgozza fel.

## Cselekmény
A Szovjetunióbeli Grúziában játszódik, a világháború után. Egy völgy megművelésére két kolhozfalu lakói is jogot formálnak. 
Georg Abasvili kormányzó és felesége kisbabájukkal és a rá vigyázó két orvossal a templomba mennek. A kormányzóné szolgálója Gruse kezét megkéri Szimon, aki katonaként tudja, hogy hamarosan elvezénylik onnen. A fiatalok örök hűséget fogadnak egymásnak. A kormányzó ellen a Herceg puccsot szervez. A kormányzót lefejezteti, a várost felgyújtják. Az égő városból fejveszetten menekülnek az emberek, Grusénak nincsen szíve magára hagyni a bukott kormányzó csecsemőjét, vele indul útnak a hegyekbe. 
Veszélyes út után érkezik meg Gruse Lavrentihez, a bátyjához, aki megengedi a lázas beteg lánynak, hogy télire meghúzza magát a kamrában. Lavrenti szerint egy házasság legitimálná a leányanya és a gyermek helyzetét. Gruse dolgozik a háztartásban, nevelgeti a fiút, egy szép napon felbukkan a menyasszonyáért érkező Szimon a pataknál. Amikor Gruse megpróbálja elmagyarázni a helyzetét, vértesek ragadják meg a kisfiút, a lány kétségbeesetten bizonygatja, hogy a gyermek az övé, Szimon összetörten elmegy. 
Ismét a húsvéti puccs napján járuk, bírónak Acdakot választják meg, aki sajátos bírói gyakorlatként pénzt fogad el a peres felektől. A nagyherceg visszatér és megöli a puccsot szervező Herceget. Natela, az özvegy kormányzóné is visszamerészkedik. Acdak aggódik az életéért és megígéri Natelának, hogy segít előkeríteni a gyermeket. Acdaknak kell döntenie Michelről, akit visszakövetel a vér szerinti anyja. AZ ősi krétakör-próbára bizza a döntést. Álljon Michel a krétával megjelölt kör közepére, a két anya kétfelől húzza őt maga felé. Akinek sikerül magához húznia, az lesz az igazi anya. Gruse nem képes ártani és fájdalmat okozni a gyermeknek. Másodszor is elrendelik a próbát, ugyanaz lesz az eredmény. Acdak kimondja: Gruse az igazi anya. Natela elájul. Acdak a válási papírokat is aláírja, így Szimon feleségül veheti menyasszonyát. 
A mű keretes szerkezetű, visszakanyarodik a két kolhoz problémájához: azé a falué a völgy, amelyik gyümölccsel ülteti be, nem pedig azé, amelyik törvényesen birtokolná.
„Hogy minden azoké legyen itt, akik bánni tudnak véle,
A gyermek az anya-szívűeké, hogy fölnevelődjön,
A kocsi a derék kocsisoké, hogy sebesen szaladjon,
S a völgy azoké, akik öntözik, hogy gyümölcsöt teremjen.”

## Magyar bemutatók
- Madách Színház, 1961. március 24. – rendező: Ádám Ottó
- Csokonai Színház, 1964. január 25. – rendező: Lengyel György
- Pécsi Nemzeti Színház, 1968. szeptember 27. – rendező: Babarczy László
- Kecskeméti Katona József Színház, 1969. november 28. – rendező: Horváth Jenő
- Szigligeti Színház, 1972. március 31. – rendező: Sándor János
- Szabadkai Népszínház, 1975. március 27. – rendező: Köllő Miklós
- Csiky Gergely Színház, 1975. október 2. – rendező: Ascher Tamás
- Miskolci Nemzeti Színház, 1976. január 23. – rendező: Csiszár Imre
- Nemzeti Színház, 1990. február 9. – rendező: Csiszár Imre
- Csiky Gergely Színház, 1992. október 2. – rendező: Babarczy László
- Északi Színház, 1997. november 28. – rendező: Tóth Miklós
- Móricz Zsigmond Színház, 2001. - rendező: Mohácsi János
- Vígszínház, 2003. október 10. – rendező: Zsótér Sándor
- Jászai Mari Színház, 2009. szeptember 26. – rendező: Novák Eszter
- Budapesti Operettszínház, 2011. december 2. – rendező: Somogyi Szilárd
- Budapest Bábszínház, 2016. április 15. – rendező: Vidovszky György
- Katona József Színház, 2017. május 26. – rendező: Székely Kriszta
- Miskolci Nemzeti Színház, 2017. szeptember 30. – rendező: Szőcs Artúr
- Szigligeti Színház, 2017. november 5. – rendező: Anca Bradu
- Nemzeti Színház, 2022. október 14. – rendezőː Avtandil Varzimasvili
- Szegedi Nemzeti Színház, 2024. november 29.-rendező: Tárnoki Márk